# 諾斯布魯克 (伊利諾伊州)
諾斯布魯克（英語：Northbrook）是位於美國伊利諾伊州庫克縣的一個村落。

## 地理
諾斯布魯克的座標為42°07′45″N 87°50′27″W / 42.12917°N 87.84083°W，而該地最高點為海拔高度197米（即646英尺）。

## 人口
根據2010年美國人口普查的數據，諾斯布魯克的面積為34.44平方千米，當中陸地面積為34.27平方千米，而水域面積為0.17平方千米。當地共有人口33170人，而人口密度為每平方千米963人。